# 500 bài hát vĩ đại nhất (danh sách của Rolling Stone)

Bìa của tạp chí Rolling Stone số ra đặc biệt

500 bài hát vĩ đại nhất (tiếng Anh: The 500 Greatest Songs of All Time) là một số báo đặc biệt của tạp chí Hoa Kỳ Rolling Stone, số báo 963, được phát hành vào ngày 9 tháng 12 năm 2004, một năm sau khi phát hành danh sách 500 album vĩ đại nhất. Danh sách được lựa chọn qua sự bầu chọn của 172 nhạc sĩ, nhà phê bình âm nhạc.

## Top 25 trong danh sách

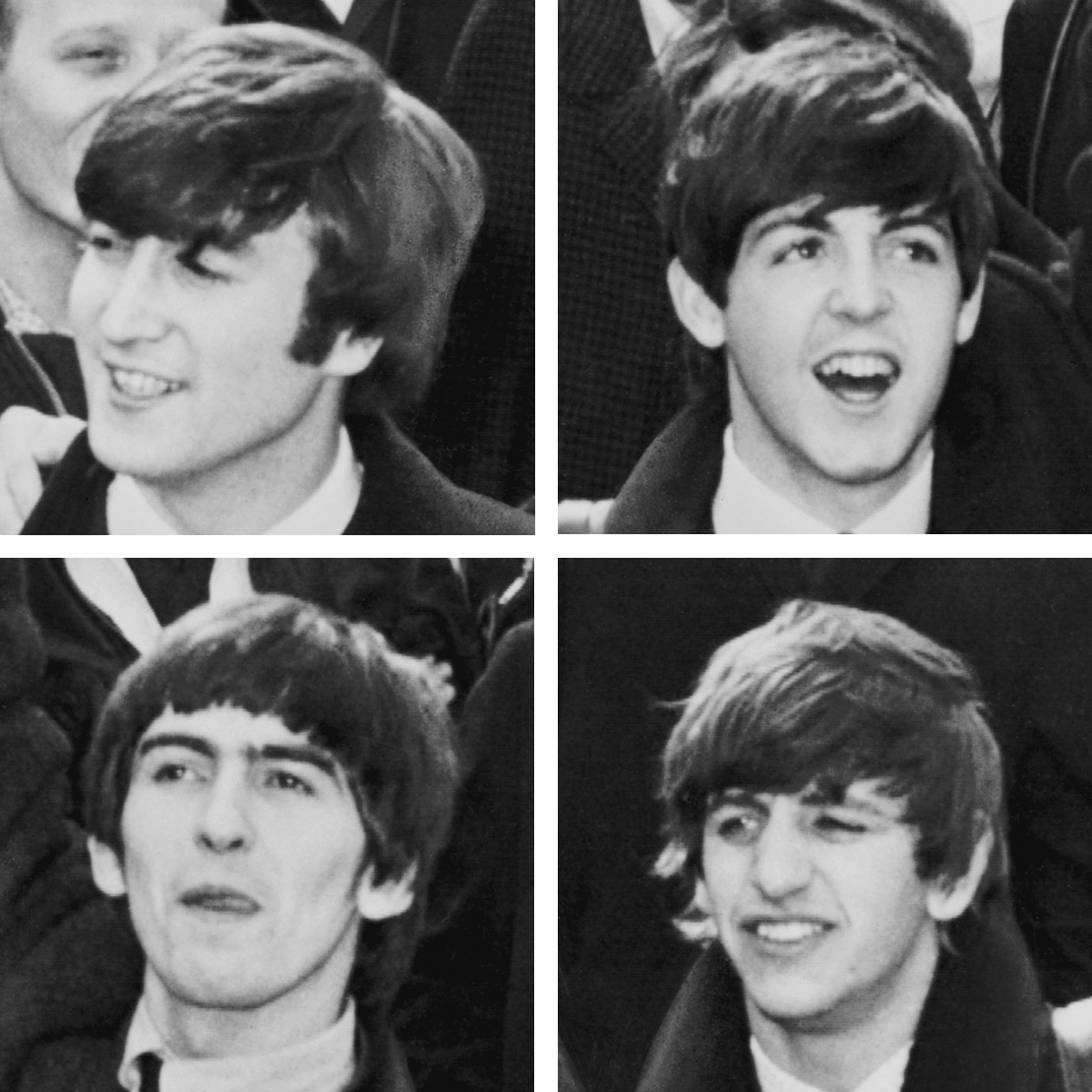
The Beatles năm 1964. Họ có 23 bài hát được đưa vào danh sách, nhiều hơn bất kỳ nhạc sĩ nào khác.

| #  | Bài hát                         | Nhạc sĩ            | Quốc gia | Năm  | Thể loại                                 |
| -- | ------------------------------- | ------------------ | -------- | ---- | ---------------------------------------- |
| 1  | "Like a Rolling Stone"          | Bob Dylan          | Hoa Kỳ   | 1965 | Rock 'n' roll                            |
| 2  | "(I Can't Get No) Satisfaction" | The Rolling Stones | Anh      | 1965 | Rock 'n' roll                            |
| 3  | "Imagine"                       | John Lennon        | Anh      | 1971 | Rock                                     |
| 4  | "What's Going On"               | Marvin Gaye        | Hoa Kỳ   | 1971 | Soul                                     |
| 5  | "Respect"                       | Aretha Franklin    | Hoa Kỳ   | 1967 | Soul                                     |
| 6  | "Good Vibrations"               | The Beach Boys     | Hoa Kỳ   | 1966 | Psychedelic rock, psychedelic pop        |
| 7  | "Johnny B. Goode"               | Chuck Berry        | Hoa Kỳ   | 1958 | Rock 'n' roll                            |
| 8  | "Hey Jude"                      | The Beatles        | Anh      | 1968 | Rock                                     |
| 9  | "Smells Like Teen Spirit"       | Nirvana            | Hoa Kỳ   | 1991 | Grunge                                   |
| 10 | "What'd I Say"                  | Ray Charles        | Hoa Kỳ   | 1959 | Soul, blues, nhạc phúc âm, rock 'n' roll |
| 11 | "My Generation"                 | The Who            | Anh      | 1965 | Rock                                     |
| 12 | "A Change Is Gonna Come"        | Sam Cooke          | Hoa Kỳ   | 1964 | Soul, R&B                                |
| 13 | "Yesterday"                     | The Beatles        | Anh      | 1965 | Baroque pop                              |
| 14 | "Blowin' in the Wind"           | Bob Dylan          | Hoa Kỳ   | 1963 | Folk                                     |
| 15 | "London Calling"                | The Clash          | Anh      | 1979 | Punk                                     |
| 16 | "I Want to Hold Your Hand"      | The Beatles        | Anh      | 1963 | Rock, Pop                                |
| 17 | "Purple Haze"                   | Jimi Hendrix       | Hoa Kỳ   | 1967 | Hard rock, Acid rock, Metal              |
| 18 | "Maybellene"                    | Chuck Berry        | Hoa Kỳ   | 1955 | Rock 'n' roll                            |
| 19 | "Hound Dog"                     | Elvis Presley      | Hoa Kỳ   | 1956 | Rock 'n' roll                            |
| 20 | "Let It Be"                     | The Beatles        | Anh      | 1970 | Rock                                     |
| 21 | "Born to Run"                   | Bruce Springsteen  | Hoa Kỳ   | 1975 | Rock                                     |
| 22 | "Be My Baby"                    | The Ronettes       | Hoa Kỳ   | 1963 | Pop                                      |
| 23 | "In My Life"                    | The Beatles        | Anh      | 1965 | Pop, Rock, Baroque pop                   |
| 24 | "People Get Ready"              | The Impressions    | Hoa Kỳ   | 1965 | Soul                                     |
| 25 | "God Only Knows"                | The Beach Boys     | Hoa Kỳ   | 1966 | Baroque Pop                              |

## Thống kê
- Gần như toàn bộ danh sách bao gồm những bài hát của Hoa Kỳ và Anh. Trong 500 bài hát, 352 bài từ Hoa Kỳ và 117 bài từ Anh quốc; tiếp đến là Ireland với 12 bài (8 bài của U2), 10 bài từ Canada, 7 bài từ Jamaica, 3 bài của Úc (2 bài của AC/DC) và 1 bài từ Thuỵ Điển (của ABBA)
- Chỉ có duy nhất một bài hát không được viết bằng tiếng Anh – "La Bamba" của Ritchie Valens (#345).
- Phần lớn các bài hát trong danh sách nằm trong khoảng thập niên 1960

| Thập niên | Số lượng bài hát | Tỉ lệ |
| --------- | ---------------- | ----- |
| 1940      | 2                | 0.4%  |
| 1950      | 72               | 14.4% |
| 1960      | 204              | 40.8% |
| 1970      | 141              | 28.2% |
| 1980      | 57               | 11.4% |
| 1990      | 22               | 4.4%  |
| 2000      | 3                | 0.6%  |

Có 2 bài hát xuất hiện trong thập niên 1940 là "I'm So Lonesome I Could Cry" của Hank Williams (112) và "Rollin' Stone" của Muddy Waters. Có 3 bài hát xuất hiện trong thập niên 2000 là "Hey Ya!" của Out Kast, "Lose Yourself" và "Stan" của Eminem
- Với 23 bài hát trong danh sách, The Beatles là ca sĩ có nhiều bài hát trong danh sách nhất. John Lennon là nhạc sĩ duy nhất có 2 bài hát nằm trong top 10 (trong vai trò ca sĩ solo và thành viên nhóm nhạc The Beatles). Sau The Beatles có The Stones (14 bài), Bob Dylan (13 bài), Elvis Presley (11 bài); U2 (8 bài); và The Beach Boys cùng The Jimi Hendrix Experience (7 bài).
- 3 bài hát xuất hiện trong danh sách 2 lần, được thể hiện bởi hai nhạc sĩ khác nhau: "Mr. Tambourine Man" của Bob Dylan và của The Byrds (lần lượt đứng ở vị trí 106 và 79), "Blue Suede Shoes" của Elvis Presley (#423) và Carl Perkins (#95) và "Walk This Way" của Aerosmith (#336) và Run-DMC (#287)
- Bài hát ngắn nhất là bài "Summertime Blues" (#73) của Eddie Cochran dài 1:45, "Great Balls Of Fire" (#96) của Jerry Lee Lewis và "Rave On" (#154) của Buddy Holly, dài 1:50.
- Bài hát dài nhất là bài "Rapper's Delight" của The Sugarhill Gang dài 14:37, "Papa Was A Rolling Stone" của The Temptations dài 11:45, "The End" của The Doors dài 11:44, "Desolation Row" của Bob Dylan dài 11:23, và "Marquee Moon" của Television dài 10:47.

## Phiên bản 2010
Tháng 5 năm 2010, Rolling Stone xuất bản thêm một danh sách thứ hai qua dạng ấn phẩm trên tạp chí và trên mạng cho ứng dụng iPod và iPad. Danh sách có sự thay đổi so với danh sách cũ, với sự xuất hiện của các bài trong thập niên 2000s ngoại trừ hai bài "Juicy" của The Notorious B.I.G. (1994) và "Big Pimpin'" của Jay-Z (1999). Toàn bộ top 25 không đổi. Mặc dù top 100 có nhiều xáo trộn, bài hát mới duy nhất là bài hát "Crazy" của Gnarls Barkley (#100)
Thập niên 1960 vẫn là thập niên có nhiều bài hát nhất, với 195 bài trong danh sách
| Thập niên | Số bài hát | Tỉ lệ |
| --------- | ---------- | ----- |
| 1940      | 2          | 0.4%  |
| 1950      | 69         | 13.8% |
| 1960      | 195        | 39%   |
| 1970      | 131        | 26.2% |
| 1980      | 55         | 11%   |
| 1990      | 22         | 4.4%  |
| 2000      | 26         | 5.2%  |
| 2010      | 0          | 0%    |

U2 và Jay-Z đều có hai bài mới trong danh sách, mặc dù Jay-Z còn xuất hiện trong hai bài hát nữa với chức năng song ca: bài "Crazy in Love" của Beyoncé Knowles, và "Umbrella" của Rihanna:
- "Crazy" của Gnarls Barkley (#100)
- "Crazy in Love" của Beyonce và Jay-Z (#118)
- "Moment of Surrender" của U2 (#160)
- "99 Problems" của Jay-Z (#172)
- "Rehab" của Amy Winehouse (#194)
- "Paper Planes" của M.I.A. (#236)
- "Mississippi" của Bob Dylan (#260)
- "Jesus Walks" của Kanye West (#273)
- "Seven Nation Army" của The White Stripes (#286)
- "One More Time" của Daft Punk (#307)
- "Take Me Out" của Franz Ferdinand (#327)
- "Beautiful Day" của U2 (#345)
- "Maps" của Yeah Yeah Yeahs (#386)
- "Umbrella" của Rihanna và Jay-Z (#412)
- "Juicy" của The Notorious B.I.G. (#424)
- "American Idiot" của Green Day (#432)
- "In da Club" của 50 Cent (#448)
- "Get Ur Freak On" của Missy Elliott (#466)
- "Big Pimpin'" của Jay-Z và UGK (#467)
- "Last Nite" của The Strokes (#478)
- "Since U Been Gone" của Kelly Clarkson (#482)
- "Cry Me a River" của Justin Timberlake (#484)
- "Clocks" của Coldplay (#490)
- "Time to Pretend" của MGMT (#493)
- "Ignition" của R. Kelly (#494)
- "The Rising" của Bruce Springsteen (#497)

The Crystals là nhóm nhạc duy nhất có 2 bài bị rơi khỏi danh sách. Các bài bị rơi khỏi danh sách gồm:
- "Da Doo Ron Ron" của The Crystals (#114)
- "Lose Yourself" của Eminem (#166)
- "Sh-Boom" của The Chords (#215)
- "Band of Gold" của Freda Payne (#391)
- "Kicks" của Paul Revere & the Raiders (#400)
- "I Believe I Can Fly" của R. Kelly (#406)
- "Crossroads" của Cream (#409)
- "Lola" của The Kinks (#422)
- "Devil With A Blue Dress On/Good Golly Miss Molly" của Mitch Ryder & The Detroit Wheels (#428)
- "Keep A-Knockin'" của Little Richard (#442)
- "By the Time I Get to Phoenix" của Glen Campbell (#450)
- "Stagger Lee" của Lloyd Price (#456)
- "One Fine Day" của The Chiffons (#460)
- "Search and Destroy" của The Stooges (#468)
- "It's Too Late" của Carole King (#469)
- "Free Man in Paris" của Joni Mitchell (#470)
- "On the Road Again" của Willie Nelson (#471)
- "One Nation Under a Groove" của Funkadelic (#474)
- "Graceland" của Paul Simon (#485)
- "Rhiannon" của Fleetwood Mac (#488)
- "You Don't Have to Say You Love Me" của Dusty Springfield (#491)
- "Then He Kissed Me" của The Crystals (#493)
- "Desperado" của Eagles (#494)
- "Rainy Night in Georgia" của Brook Benton (#498)
- "The Boys Are Back in Town" của Thin Lizzy (#499)
- "More Than a Feeling" của Boston (#500)